# Mezouň
Mezouň település Csehországban, a Berouni járásban. Mezouň Vysoký Újezd, Tachlovice és Nučice településekkel határos. Lakosainak száma 586 fő (2024. január 1.).

## Népesség
A település lakosságának változását az alábbi diagram mutatja:
| Lakosok száma | 343  | 475  | 480  | 484  | 436  | 541  | 574  | 571  | 576  | 586  |
|               | 1869 | 1900 | 1921 | 1961 | 1980 | 2011 | 2016 | 2019 | 2021 | 2024 |